# 凱爾莫爾站
凱爾莫爾（英語：Kylemore）是一個位於愛爾蘭都柏林內斯路的都柏林轻轨站，在2004年通車。
都柏林公車路線13、18、51x、68、69、69x和151能到達此站。